# Urschenheim

Urschenheim este o comună în departamentul Haut-Rhin din estul Franței. În 2009 avea o populație de 672 de locuitori.

## Evoluția populației
| An        | 1975 | 1982 | 1990 | 1999 | 2006 | 2009 |
| --------- | ---- | ---- | ---- | ---- | ---- | ---- |
| Populație | 336  | 551  | 569  | 639  | 666  | 672  |